# Classicisme français
Pour les articles homonymes, voir Classique.
Ne doit pas être confondu avec Classicisme viennois, Classicisme nordique, Classicisme de Weimar ou Classicisme structurel.
 (mai 2020).
Le classicisme français est un mouvement culturel, esthétique et artistique qui se développe en France et exerce une influence notable en Europe à la limite des XVIIe et XVIIIe siècles, de 1660 à 1725 environ. Défini par les critiques du XIXe siècle, il est caractérisé par un ensemble de valeurs et de critères qui délimitent un idéal s'incarnant dans l’« honnête homme » et qui développent une esthétique fondée sur l'inspiration des Anciens.
La centralisation monarchique, qui s'affirme dès 1630 sous l'autorité de Richelieu d'abord, puis de Mazarin et de Louis XIV, dépasse le cadre politique pour toucher le domaine culturel. Doctes et littérateurs regroupés dans diverses académies inventent alors une esthétique fondée sur des principes assez contraignants, en particulier les règles du théâtre classique, qui doivent permettre la production d'œuvres de goût inspirées des modèles de l'art antique et marquées par l'équilibre, la mesure et la vraisemblance.
Le classicisme concerne la littérature du XVIIe siècle, en particulier le théâtre, et les arts plastiques : peinture, sculpture et architecture. La musique baroque française, contemporaine du courant classique, s'adresse au même public et partage des principes communs.

## Origine et définition de la notion de classicisme
À l'origine, le terme classicus désigne en latin la classe la plus fortunée de la société. Par glissements successifs, le terme a désigné la dernière classe des auteurs, c'est-à-dire les écrivains de référence, ceux qu'on étudie dans les classes.
Voltaire, en 1761, parle des « auteurs classiques » français du XVIIe siècle mais cet emploi est longtemps peu répandu ; il est repris par Dumarsais dans l'Encyclopédie. Voltaire développe l'idée d'un parallèle entre plusieurs époques privilégiées de l'histoire de la culture : « Le siècle de Louis XIV a donc en tout la destinée des siècles de Léon X, d'Auguste, d'Alexandre ». Le terme de « classicisme » est utilisé pour la première fois par Stendhal en 1823 dans Racine et Shakespeare pour désigner les œuvres qui prennent pour modèle l'art antique par opposition aux œuvres romantiques. Émile Littré, dans son Dictionnaire de la langue française en 1872, présente le mot « classicisme » comme un néologisme qu'il définit comme « Système des partisans exclusifs de l'antiquité, ou des écrivains classiques du XVIIe siècle » : il prend donc son sens au XIXe siècle dans la querelle qui oppose le romantisme français à la culture antérieure. La conception académique tend à restreindre le concept de classicisme à un petit nombre d'auteurs de référence publiés dans la collection des « Grands Écrivains de la France » même si d'autres écrivains du XVIIe siècle sont réédités.
Le classicisme renverrait à un moment de grâce de la littérature française où l'esprit français se serait le plus parfaitement illustré. Ce moment correspondrait à la seconde moitié du XVIIe siècle, voire plus précisément encore aux années 1660-1680. Cette vision est défendue par les historiens de la littérature du XIXe siècle, notamment Ferdinand Brunetière et Gustave Lanson. De ce fait, le classicisme a servi de repoussoir à tous ceux qui défendaient une littérature moins réglée, à commencer par les romantiques. Le terme de classicisme appliqué à une période de la littérature nationale est propre à la littérature française. Les autres littératures européennes réservent ce terme aux premiers auteurs classiques, c'est-à-dire les auteurs de l'Antiquité grecque et romaine.
Le classicisme à la française ne se définit cependant pas seulement par des critères historiques. Il répond également à des critères formels. Les œuvres classiques reposent sur une volonté d'imitation et de réinvention des œuvres antiques. Elles respectent la raison et sont en quête d'un équilibre reposant sur le naturel et l'harmonie. De ce fait, de nombreuses œuvres du XVIIe siècle ont été écartées par les partisans du classicisme, car elles ne répondaient pas aux normes classiques. Le terme baroque a été plus tard emprunté aux arts plastiques pour désigner cette littérature qui ne rentrait pas dans les cadres théoriques de l'époque, en particulier la littérature de la première moitié du XVIIe siècle. Mais il va de soi que les auteurs du XVIIe siècle n'avaient pas conscience de ces catégories et que la littérature dite baroque a très largement nourri la littérature dite classique. Il en va de même pour le maniérisme qui précède le classicisme et le rococo qui le suit.
Roger Zuber définit le classicisme à partir de la notion de goût qui désignerait une capacité à trouver un équilibre juste entre des tendances contraires. Ce goût serait né dans les salons mondains et aurait profondément influencé la littérature de la seconde moitié du siècle.
L'art classique du Grand Siècle a longtemps été « canonisé » par l'enseignement universitaire, s'attirant les huées des jeunes artistes. Au cours du XXe siècle, tandis que l'université s'ouvrait peu à peu à des auteurs plus récents, la tradition classique a été renouvelée par les études historiques et par la pratique des metteurs en scène du théâtre, Jacques Copeau, Louis Jouvet, Jean-Louis Barrault. Dans la seconde moitié du siècle, la clarté de pensée et d'expression des classiques du Grand Siècle est admirée par des auteurs comme André Malraux, Jean-Paul Sartre, Albert Camus.

## Littérature classique

### Contexte
La centralisation monarchique initiée par Louis XIII s'affirme dès 1630 dans le domaine politique sous l'autorité de Richelieu d'abord, puis de Mazarin et de Louis XIV. Elle a des conséquences dans le domaine culturel avec la création de l'Académie française en 1635 puis d'autres Académies qui ambitionnent de codifier la langue et de réglementer la composition des œuvres. Il ne faut cependant pas assimiler trop vite autorité politique et autorité culturelle.
La religion tient une grande place dans la vie littéraire du XVIIe siècle où elle représente la moitié de la production imprimée à Paris. Le jansénisme inspire les Provinciales de Pascal, publiées en 1656, brillant pamphlet contre les jésuites. Les Petites écoles de Port-Royal, foyer intellectuel janséniste, contribuent à fixer la langue et la pensée par leurs manuels de grammaire et de logique fondés sur la raison, leurs traductions des classiques latins et grecs « d'un français pur et exact » et qui rayonneront longtemps après la dissolution de Port-Royal. L'Église officielle est représentée par Bossuet, précepteur du Dauphin, orateur religieux des Oraisons funèbres, auteur d'ouvrages de polémique et d'histoire sainte. Plusieurs querelles littéraires ont une dimension religieuse : polémiques autour du Tartuffe de Molière, refus du merveilleux chrétien par Boileau, attaque du janséniste Pierre Nicole contre le théâtre, ce qui l'entraîne dans une controverse avec son ancien élève Racine, défense du roman par Huet.
Ce sont les œuvres des doctes qui définissent les théories du goût classique, à travers des lettres, des traités, des arts poétiques. Vaugelas, Guez de Balzac ou Dominique Bouhours légifèrent ainsi sur la bonne utilisation de la langue. Jean Chapelain et l'abbé d'Aubignac définissent les règles du théâtre classique. Ils diffusent ce goût auprès du public mondain des salons qu'ils fréquentent. Les canons littéraires sont définis aussi dans des ouvrages non théoriques, œuvres littéraires, ou préfaces les justifiant. Il en va ainsi chez les plus grands dramaturges : Molière, Racine et surtout Corneille qui fut mêlé à de nombreuses querelles et fit la somme de ses opinions sur l'écriture théâtrale dans Les Trois discours sur l'art dramatique. Il faut cependant remarquer que les dramaturges plaident le plus souvent pour une adaptation des règles qu'ils n'appliquent que rarement à la lettre.
L'enseignement des doctes est en effet fondé sur des règles tirées des modèles grecs et latins. On lit et relit à cette époque La Poétique d'Aristote dont l'interprétation est à l'origine de la plupart des règles du théâtre classique. En poésie, c'est L'Art poétique d'Horace qui sert de référence. Enfin, les auteurs classiques puisent dans les modèles antiques pour créer leurs propres œuvres. Pour autant, elles ne relèvent pas de l'imitation pure. Les grands auteurs ne réutilisent ces modèles que pour en faire des œuvres modernes.

### Caractéristiques

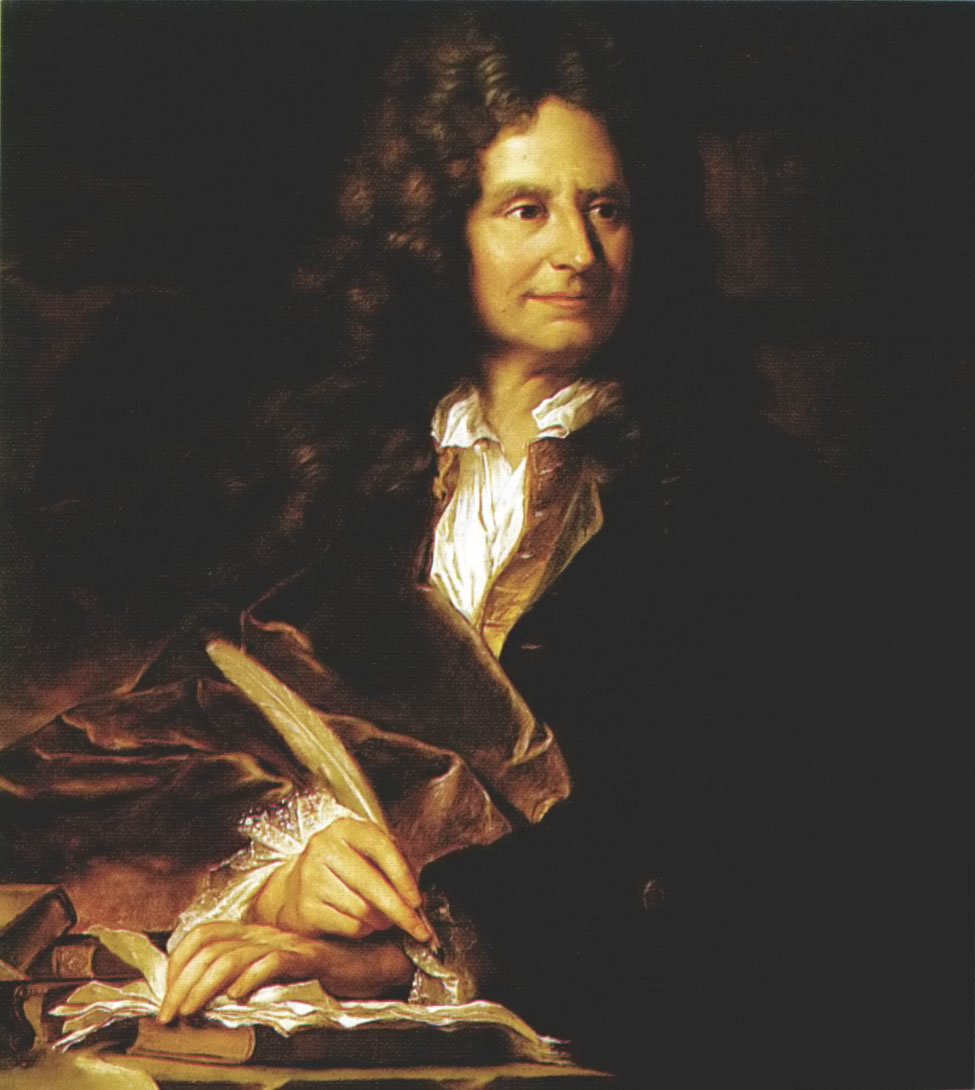
Boileau par Hyacinthe Rigaud.

Le classicisme du XVIIe siècle est loin de se limiter à une imitation des Anciens. Doctes et littéraires inventent en fait une esthétique fondée sur des principes d'ordre assez contraignants qui amèneront la critique moderne à assimiler classicisme et respect des règles.
L'écriture classique se veut fondée sur la raison. On y a parfois vu l'influence du rationalisme de Descartes, mais il s'agit plutôt d'un intérêt pour la lucidité et l'analyse. Les héros et héroïnes classiques ne sont en général pas rationnels : la Phèdre de Racine ou la Princesse de Clèves de Madame de La Fayette, par exemple, sont toutes deux emportées par une passion violente, mais les œuvres qui les portent s'attachent à disséquer les ressorts de ces passions de sorte à les comprendre. Le classicisme est donc davantage influencé par une volonté de soumettre le déraisonnable à l'ordre de la raison que par un véritable rationalisme qui inspirera plus tard les philosophes des Lumières.
En créant une forme d'ordre, les écrivains classiques recherchent au plus haut point le naturel. Donner l'impression d'une parfaite adéquation entre la forme et le fond grâce à une écriture qui coule de source est en effet l'idéal du style classique. À cet égard, le classicisme entre effectivement en tension avec ce que fut le style baroque. Charles Sorel écrit ainsi : « Leur langage naturel qui paraît simple aux esprits vulgaires est plus difficile à observer que ces langages enflés dont la plupart du monde fait tant d'estime ».
Or pour donner l'impression de naturel, il importe avant tout de ne pas choquer le lecteur. C'est pourquoi les règles de vraisemblance et de bienséance jouent un rôle majeur au XVIIe siècle.
La vraisemblance correspond à ce qui peut paraître vrai. L'objectif n'est pas de représenter la vérité, mais de respecter les cadres de ce que le public de l'époque considère comme possible. Boileau a pu dire dans son Art poétique que « le vrai peut quelquefois n'être pas vraisemblable ». Est vraisemblable ce qui correspond aux opinions du public en termes de morale, de rapports sociaux, de niveau de langue utilisé, etc. Le plus grand reproche que l'on ait fait au Cid est de proposer une fin invraisemblable, car la morale ne peut accepter qu'une fille épouse le meurtrier de son père même si le fait est historique.
L'importance de la vraisemblance est liée à l'importance de la morale dans la littérature classique. Les œuvres classiques visent à créer une critique qui apporte le public à comprendre le danger des passions. D'après Chapelain, le public ne peut être touché que par ce qu'il peut croire et la littérature ne peut aider les hommes à s'améliorer que si elle les touche. L'idéal du classicisme comprend une morale incarnée d'une figure renommée de l'honnête homme. Cette expression résume toutes les qualités que l'on peut attendre d'un homme de Cour : politesse, culture, humilité, raison, tempérance, respect des règles, capacité à s'adapter à son entourage,.

### Théâtre
Durant la première moitié du XVIIe siècle, on apprécie les tragi-comédies à l'intrigue romanesque et aux décors complexes. Au fur et à mesure du siècle, notamment sous l'influence des théoriciens, les intrigues se simplifient et les décors se dépouillent pour aboutir à ce que l'on appelle aujourd'hui le théâtre classique. L'Abbé d'Aubignac joue un rôle important, car dans La Pratique du théâtre en 1657 il analyse le théâtre antique et le théâtre contemporain et en tire des principes qui constituent les bases du théâtre classique. Cette réflexion sur le théâtre est alimentée tout au cours du siècle par doctes et dramaturges. Boileau dans son Art poétique en 1674 ne fera que reprendre et résumer en des vers efficaces des règles déjà appliquées.

#### Règles du théâtre classique
C'est la règle de vraisemblance, expliquée plus haut, qui est à l'origine de toutes les règles du théâtre classique.
« Qu'en un jour, qu'en un lieu, un seul fait accompli

Tienne jusqu'à la fin le théâtre rempli. »
Ces deux vers de Boileau résument la fameuse règle des trois unités : l'action doit se dérouler en vingt-quatre heures (unité de temps), en un seul lieu (unité de lieu) et ne doit être constituée que d'une seule intrigue (unité d'action). Ces règles poursuivent deux buts principaux. D'une part, il s'agit de rendre l'action théâtrale vraisemblable, car les décors n'ont pas besoin de changer et l'action se déroule en un temps qui pourrait être le temps de la représentation. Dans l'idéal, l'action devrait donc se dérouler dans un temps égal à celui de la représentation, mais cette règle a été assouplie dès Aristote qui a écrit qu'elle devait se dérouler en une « révolution de soleil ». D'autre part, l'action est plus facile à suivre, car les intrigues compliquées mêlant de nombreux personnages sont proscrites au profit d'intrigues linéaires centrées sur peu de personnages. Ces règles ont mené à une forme d'intériorisation des actions. En effet, la parole s'est développée au détriment du spectaculaire et les pièces classiques accordent beaucoup de place à l'expression des sentiments et à l'analyse psychologique.
La règle de bienséance oblige à ne représenter sur scène que ce qui ne choquera pas le public. On écarte la violence physique, mais aussi l'intimité physique. Les scènes violentes doivent ainsi être racontées par un personnage. Quelques exceptions sont notoires, comme la mort de Phèdre dans la pièce éponyme de Racine, la mort de Dom Juan dans la pièce de Molière et la folie du personnage d'Oreste dans Andromaque de Racine.

#### Tragédie

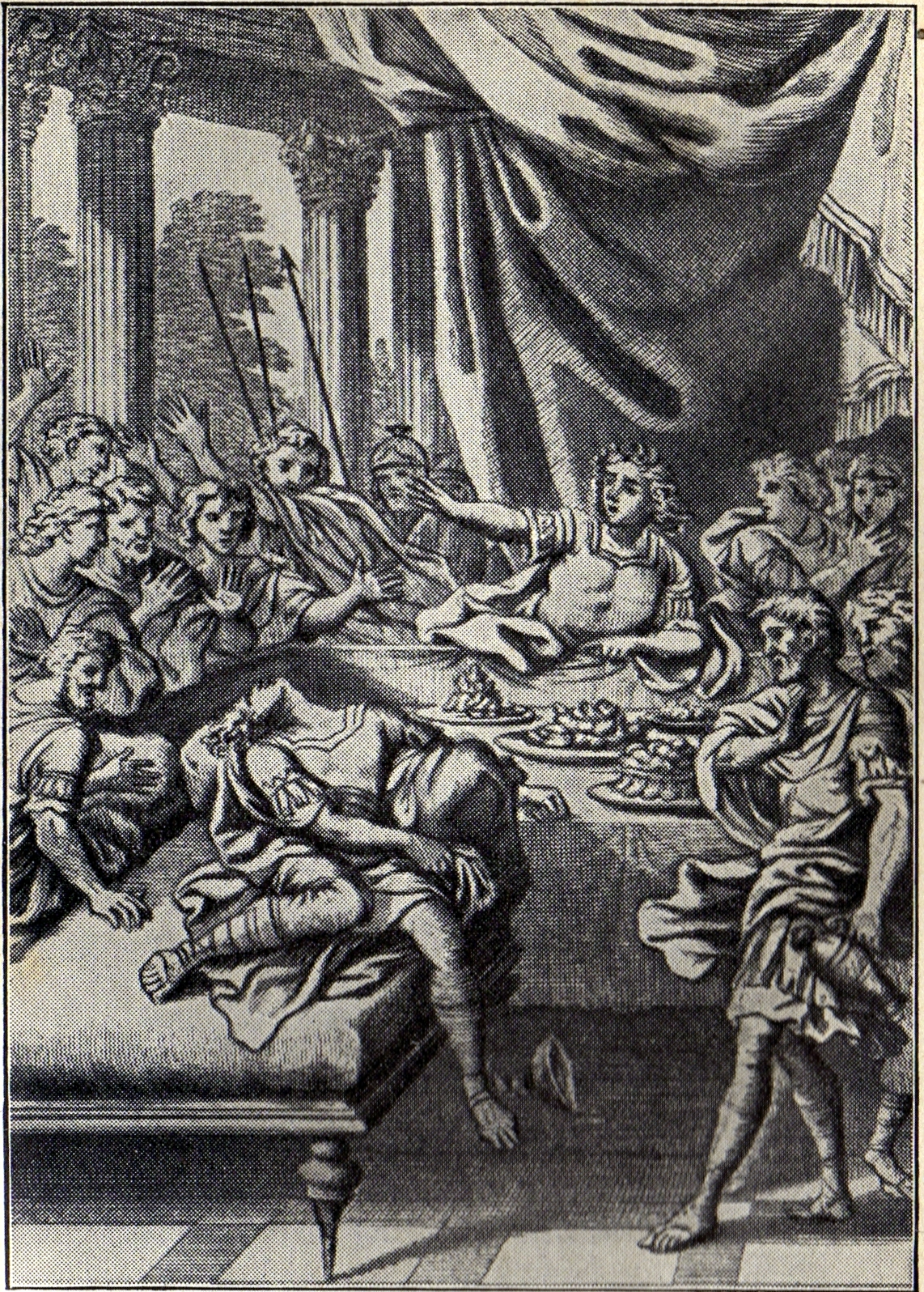
Britannicus de Racine : dans la pièce, l'empoisonnement n'est représenté que comme un récit. Gravure de François Chauveau, 1675.

La tragédie n'existe pas pendant le Moyen Âge français. Elle renaît au cours du XVIe siècle à la suite de la relecture des tragiques anciens. Elle se transforme tout au cours du XVIe et du XVIIe siècle. Elle évolue d'abord vers ce qu'on a appelé tragi-comédie en se nourrissant d'intrigues de plus en plus romanesques. Mais doctes et dramaturges défendent un retour vers un modèle plus conforme aux canons antiques et elle devient finalement le grand genre de l'époque classique. C'est pourquoi les règles énoncées ci-dessus s'appliquent prioritairement à la tragédie.
La tragédie se définit alors d'abord par son sujet et ses personnages. Une pièce tragique se doit d'avoir un sujet mythique ou historique. Ses personnages sont des héros, des rois ou du moins des personnages de la très haute noblesse. Le style adopté doit être en accord avec la hauteur de ceux qui profèrent le texte. La plupart des tragédies sont écrites en alexandrins et elles respectent toujours un style élevé. On a souvent assimilé tragédie et fin malheureuse. Même s'il est vrai que la majorité des tragédies finissent mal, ce n'est pas un critère de définition, car certaines tragédies finissent bien comme Esther de Racine par exemple.
Comme dans le théâtre antique, la tragédie a une fin morale. Elle doit permettre aux spectateurs de s'améliorer sur le plan moral en combattant certaines de leurs passions. À la suite d'Aristote, on considère que la tragédie doit inspirer « terreur et pitié » face au destin de héros broyés par les conséquences de leurs erreurs. Ces deux sentiments doivent permettre aux spectateurs de se désolidariser des passions qui ont poussé les héros à agir et donc de ne pas les reproduire eux-mêmes. Par ailleurs, les théoriciens classiques ont repris à Aristote la notion de catharsis qui signifie approximativement purgation des passions. L'idée est qu’en voyant des personnages animés de passions violentes, les spectateurs accompliront en quelque sorte leurs propres passions et s'en libéreront.
Corneille évolue au cours de sa carrière du baroque au classique et, à travers de longues polémiques, s'aligne sur les règles édictées par des lettrés comme l'abbé d'Aubignac. Le Cid et, dans une moindre mesure, Horace prennent beaucoup de libertés avec l'unité de temps et d'action mais Sophonisbe et Cinna, comme les tragédies suivantes, sont centrées sur la crise psychologique brève et violente que traversent les personnages.
Le grand tragédien classique est Racine. Il développe de façon exemplaire la peinture du cœur humain et le poids de la fatalité intérieure qui pousse ses personnages à un accomplissement souvent mortel comme dans Andromaque, Britannicus ou Bajazet, parfois plus apaisé comme dans Bérénice. Le rôle intense de la mythologie dans Phèdre, où l'héroïne éponyme est poursuivie par Vénus et son beau-fils Hippolyte par Neptune, déroute le public de Racine qui lui préfère tout d'abord la pièce de même sujet de Pradon.
Par ailleurs, se développent à l'époque classique des tragédies lyriques. Ce genre est notamment représenté par Philippe Quinault qui travaille en collaboration avec Jean-Baptiste Lully. Il mènera à la création de l'opéra français.

#### Comédie
La comédie est beaucoup moins encadrée par des règles explicites que la tragédie car, considérée comme un genre mineur, elle n'intéresse guère les théoriciens. On ne dispose pas de la partie de la Poétique qu'Aristote aurait consacrée aux œuvres comiques : Corneille, lui-même auteur de comédies, suppose qu'elle a existé alors que Dacier en doute,.
La comédie de l'époque classique est très fortement dominée par la figure de Molière même si les auteurs comiques étaient fort nombreux : en effet, même si la tragi-comédie au début du siècle et la tragédie à la fin du siècle parviennent à se faire une place sur scène, c'est de loin la comédie qui rencontre le plus de succès et qui est la plus jouée au XVIIe siècle. Pour autant, un auteur comme Molière essaie de redonner une forme de noblesse à la comédie et s'inspire pour cela des règles du théâtre classique. Si l'unité d'action est rarement respectée, l'unité de lieu et de temps l'est assez souvent. Surtout, à la suite de Corneille, il travaille la comédie d'intrigue inspirée des comédies latines de Térence et Plaute.
La critique distingue parfois chez Molière les « chefs-d'œuvre » classiques en style soutenu, le plus souvent en vers, tendant vers la comédie de caractère et qu'on peut rattacher au classicisme, L'École des femmes, Le Tartuffe, Dom Juan, Le Misanthrope et Les Femmes savantes, les comédies-ballets et les farces. Cette différence de registre est souvent expliquée, depuis Boileau et Voltaire, par le fait que Molière devait jouer des farces pour plaire au public populaire ; cependant, Anaïs Bazin fait remarquer que la plupart de ses farces ont été créées devant la cour royale et toutes ses comédies « sérieuses » devant le public de la ville.
La dimension morale présente dans la tragédie se retrouve également dans la comédie. Les comédies se moquent en effet des défauts des hommes. Les spectateurs devraient ainsi pouvoir s'éloigner des défauts représentés en riant du ridicule des personnages. Quand Molière ridiculise l'hypocrisie des faux dévots dans Tartuffe, il espère lutter contre cette hypocrisie. La formule connue « castigat ridendo mores » est d'origine incertaine, mais elle a été reprise par Molière. Elle exprime une idée développée par Horace dans son art poétique et résume cette volonté d'utiliser le rire comme vecteur d'instruction.

### Roman

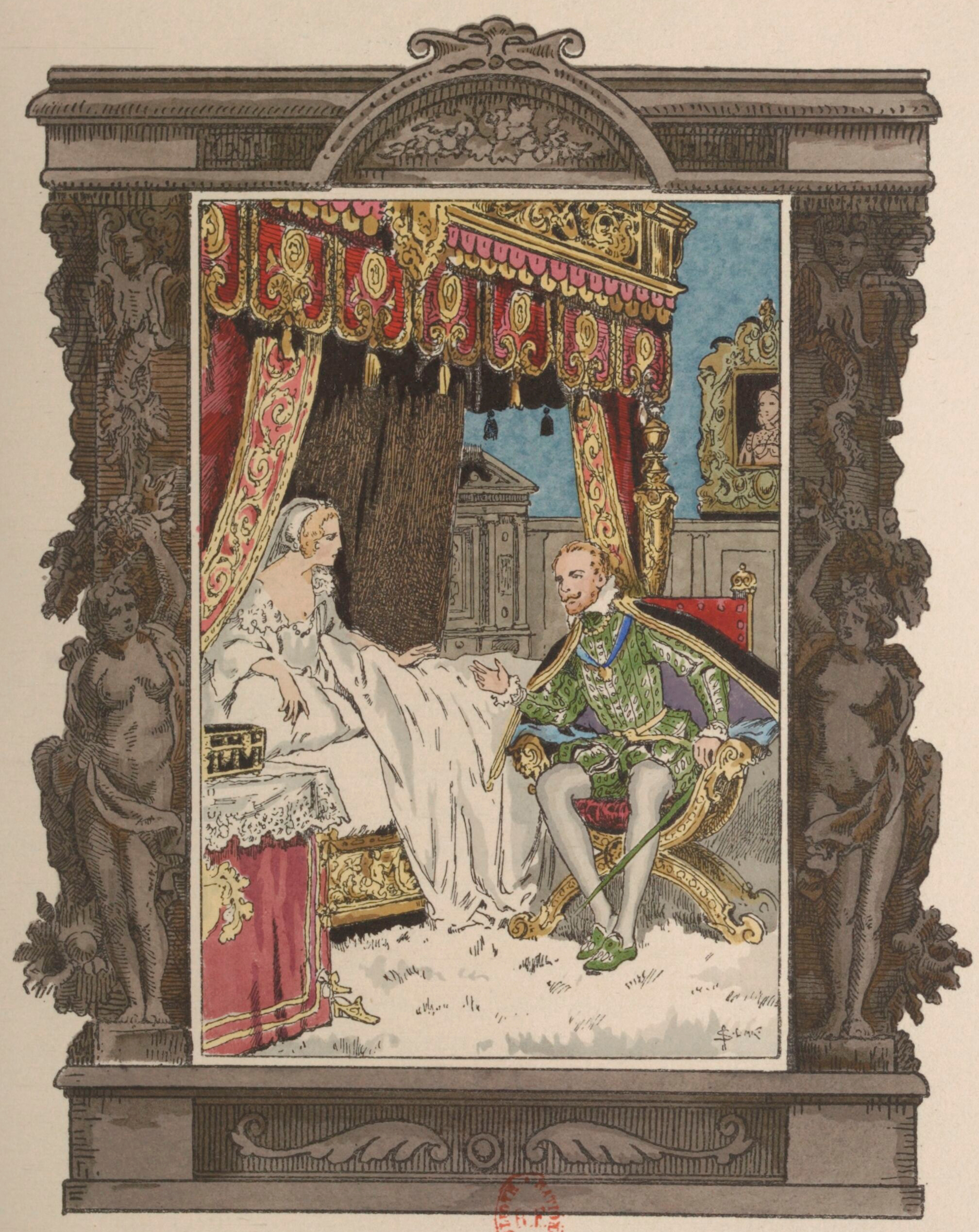
La princesse de Clèves en conversation privée avec le duc de Nemours, illustration de Sergueï Solomko, 1925.

Quand les lecteurs français de l'époque classique parlent de « roman », il s'agit presque toujours du roman héroïque encore largement publié au milieu du siècle : on apprécie leur caractère divertissant même si le public cultivé commence à se lasser de leurs intrigues compliquées et invraisemblables, de leur multiplication des personnages et de leur style trop emphatique. Pourtant, certains épisodes insérés dans de très longs romans, Le Grand Cyrus et Clélie de Madeleine de Scudéry, les nouvelles de Segrais, Saint-Réal, Boursault, Madame de Villedieu témoignent d'un souci croissant de clarté, de vraisemblance et de bienséance. Dans les romans les plus marquants de la période classique, l'action n'est plus faite d'exploits héroïques dans une Antiquité mythifiée mais de faits quotidiens dans un passé relativement récent, à la cour de France ou d'Espagne ; les personnages, même s'ils portent des noms de familles illustres, sont vus sous un angle privé. Le roman vise à la peinture du cœur humain évoqué avec subtilité et décence, sans les outrances et crudités de la période précédente. Souvent, le sujet n'est plus l'amour de deux jeunes gens retardé par des péripéties extérieures mais l'amour interdit d'une femme mariée qui doit lutter contre sa passion adultère. Le nouveau genre romanesque, méprisé par Boileau, commence à passionner le public cultivé, comme le montrent les opuscules de Valincour, l'abbé de Charnes, Du Plaisir, l'abbé de Pure, et les lettres publiées par le Mercure Galant qui imprime aussi des nouvelles.
Don Carlos de Saint-Réal, écrit en 1672 , est une « nouvelle historique » représentative du goût nouveau : elle raconte l'histoire de Don Carlos, fils de Philippe II d'Espagne. L'auteur s'est sérieusement documenté sur la période, il souligne le caractère méfiant et jaloux du roi, la générosité mais aussi l'imprudence et les caprices du jeune prince dont les actes et paroles trop vifs sont souvent résumés par des euphémismes ; seule la reine Élisabeth, épouse du roi et qu'un amour secret lie à Don Carlos, est irréprochable et parvient à contenir ses sentiments dans une « tristesse majestueuse ». Plus qu'au roman contemporain, Don Carlos s'apparente aux tragédies historiques de Racine, Britannicus (1669) et Mithridate (1672).
La Princesse de Clèves de Madame de La Fayette, publiée sous l'anonymat en 1678, est généralement considéré comme le chef-d'œuvre du roman classique. Il n'échappe pourtant pas complètement aux procédés du roman baroque comme les descriptions des fêtes et de tournois à la cour d'Henri II, les coïncidences improbables comme la rencontre des deux amants au château de Coulommiers ; mais l'essentiel est l'évolution intérieure du personnage principal, ses vains efforts pour échapper à la passion et à son issue fatale.
Le roman comique et réaliste continue pendant la période classique avec le Roman bourgeois de Furetière, les nouvelles de Donneau de Visé ou La Fausse Clélie de Subligny sans avoir la verve de Scarron ou de Sorel dans la période précédente.

### La poésie en général

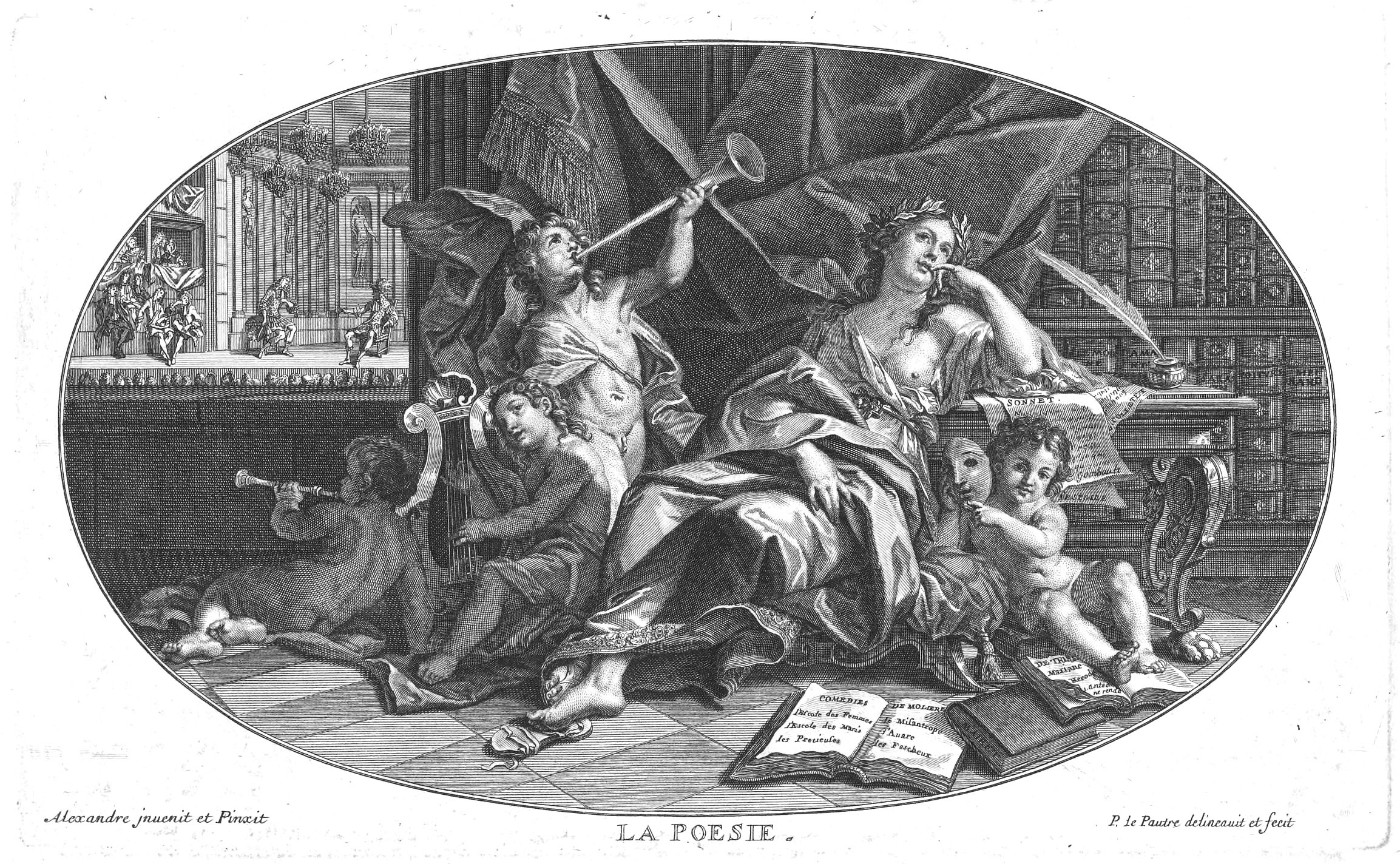
La Poésie, gravure de Pierre Lepautre pour Le Cabinet des Beaux-Arts de Charles Perrault, 1690.

Selon le critique Émile Faguet au XIXe siècle, Malherbe (1555-1628) est le premier et longtemps le seul poète français à édicter et appliquer des règles strictes ce qui deviendra le « classicisme », ce que résumera Boileau dans son Art poétique : « Enfin Malherbe vint et, le premier en France, / Il fit sentir aux vers une juste cadence ». De l'humanisme de la Renaissance et de la poésie de Pierre de Ronsard en particulier, Malherbe retient la dévotion pour l'Antiquité classique gréco-romaine et sa mythologie. Il cherche les règles de la perfection littéraire chez les Anciens, dans la Poétique d'Aristote ou dans les classiques romains tels que l'Épître aux Pisons d'Horace. Tout en s'inspirant de Ronsard, Malherbe critique sévèrement ses irrégularités et, de ses formes variées de métrique, ne retient que les trois ou quatre qui lui paraissent convenir aux genres « nobles »: l'épopée, la tragédie et la « grande » poésie lyrique. Aussi Marie de Gournay, fidèle disciple de Montaigne et grande admiratrice de Ronsard, appelle-t-elle Malherbe un « docteur en négative ».
Le XVIIe perpétue des formes héritées de la Pléiade : sonnet, madrigal, en abandonne d'autres comme le rondeau. Il s'efforce, avec plus ou moins de succès, de ressusciter des genres antiques comme l'ode, déjà utilisé par Ronsard : Boileau compose des odes sur le passage du Rhin et la prise de Namur, Racine sur Port-Royal.
L'épopée de type homérique ou virgilien ne réussit guère : la Pucelle de Chapelain est un échec complet et son auteur renonce à la rééditer. Le Clovis de Jean Desmarets de Saint-Sorlin et le Charlemagne de Louis Le Laboureur n'ont pas davantage de succès et contribuent à discréditer le merveilleux chrétien. La Fontaine, tenté un moment par le genre « héroïque », y renonce rapidement. Le genre ne donne plus que des parodies comme le Virgile travesti de Scarron ou le Lutrin de Boileau. Les épigrammes, comme celles de Martial ou d'Ovide, les épîtres et les satires sont des genres bien vivants.

### Autres genres
- La poésie officielle ;
- La poésie burlesque (Paul Scarron) ;
- La poésie mondaine des salons littéraires ;
- Les maximes (François de La Rochefoucauld) ;
- Le portrait (La Bruyère) ;
- La fable (La Fontaine).

## Musique
Certains auteurs comme Jean-François Paillard parlent de musique française classique pour la période allant de 1600 à la mort de Rameau en 1764 mais cette période est plus souvent identifiée comme musique baroque française. Jean-Baptiste Lully est le compositeur officiel de la cour de Louis XIV sans éclipser complètement ses contemporains comme Marc-Antoine Charpentier.

## Peinture classique
De façon générale, dans l'histoire de la peinture, le classicisme peut s'entendre au moins de deux façons principales :
- en tant que catégorie métahistorique et entendue « au sens large », la peinture classique devient synonyme de peinture académique, qui repose avant tout sur le réalisme et la figuration, et représente les choses de manière prétendument objective, traditionnelle[25], voire un peu mièvre, et ne cherche à aucun prix à provoquer de scandale. Ce sens est d'ailleurs généralement assez dépréciatif ;
- en tant que catégorie historique et entendue au sens restreint, la peinture classique est un courant artistique qui s'oppose au mouvement baroque, que ce soit au niveau de la facture, de la composition ou des sujets privilégiés[26],[27]. Après les excès du maniérisme, un certain nombre de peintres du XVIIe et XVIIIe siècles décident d'une sorte de retour à l'ordre et souhaitent retrouver l'équilibre[28] et la perfection atteinte notamment par les artistes de l'antiquité et retrouvée par les peintres de la fin de la Renaissance.

La peinture classique est fondée principalement sur l’œuvre de Raphaël, qui en demeurera la référence. Elle tend vers un idéal de perfection et de beauté, à travers des sujets nobles, de préférence inspirés de l'antiquité ou de la mythologie gréco-latine tels que les figures héroïques, les victoires ou la pureté des femmes.
Les peintres classiques cherchent à symboliser le triomphe de la raison sur le désordre des passions : la composition et le dessin doivent primer la couleur, le concept la séduction des sens. C’est pour cela que des règles précises et strictes doivent exprimer la représentation de la nature. La composition est donc presque toujours symétrique ou – au moins – équilibrée, et les personnages toujours ramenés à des proportions plus réduites et représentés en pied, le hors-cadre étant quasiment banni. D'autre part le décor, et tout particulièrement la nature, doivent refléter le sujet principal, lui faire écho en reprenant les mêmes thèmes.
La peinture classique porte à la méditation et étudie les maîtres nouveaux pour exprimer la morale et, par ailleurs, le drame. Les cortèges triomphaux occupent une large place, ainsi que les sujets qui exaltent les sentiments nobles.
Parmi les plus grands représentants de la peinture classique, on compte un grand nombre de peintres français, le mouvement ayant une influence considérable dans le pays grâce à la prédominance du classicisme en architecture sous le règne de Louis XIV. On citera notamment Philippe de Champaigne, Nicolas Poussin et Charles Le Brun.
Le prix de Rome et l'Académie de France à Rome, fondée en 1664 à l'initiative de Colbert et qui reçoit ses premiers élèves en 1666, encouragent les artistes français, selon le ministre, à « se former le goût et la manière sur les originaux et les modèles des plus grands maîtres de l’antiquité et des siècles derniers ». Nicolas Poussin, qui devait la diriger, meurt en 1665 ; il est remplacé par Charles Errard. Colbert ne perd pas de vue que l'objectif principal est d'assurer la gloire du roi : « A l’égard de la peinture et de la sculpture que sa Majesté aime singulièrement, et qu’elle regarde comme deux arts qui doivent particulièrement travailler à sa gloire et transmettre son nom à la postérité, elle n’omet rien de ce qui peut les remettre en dernière perfection ».

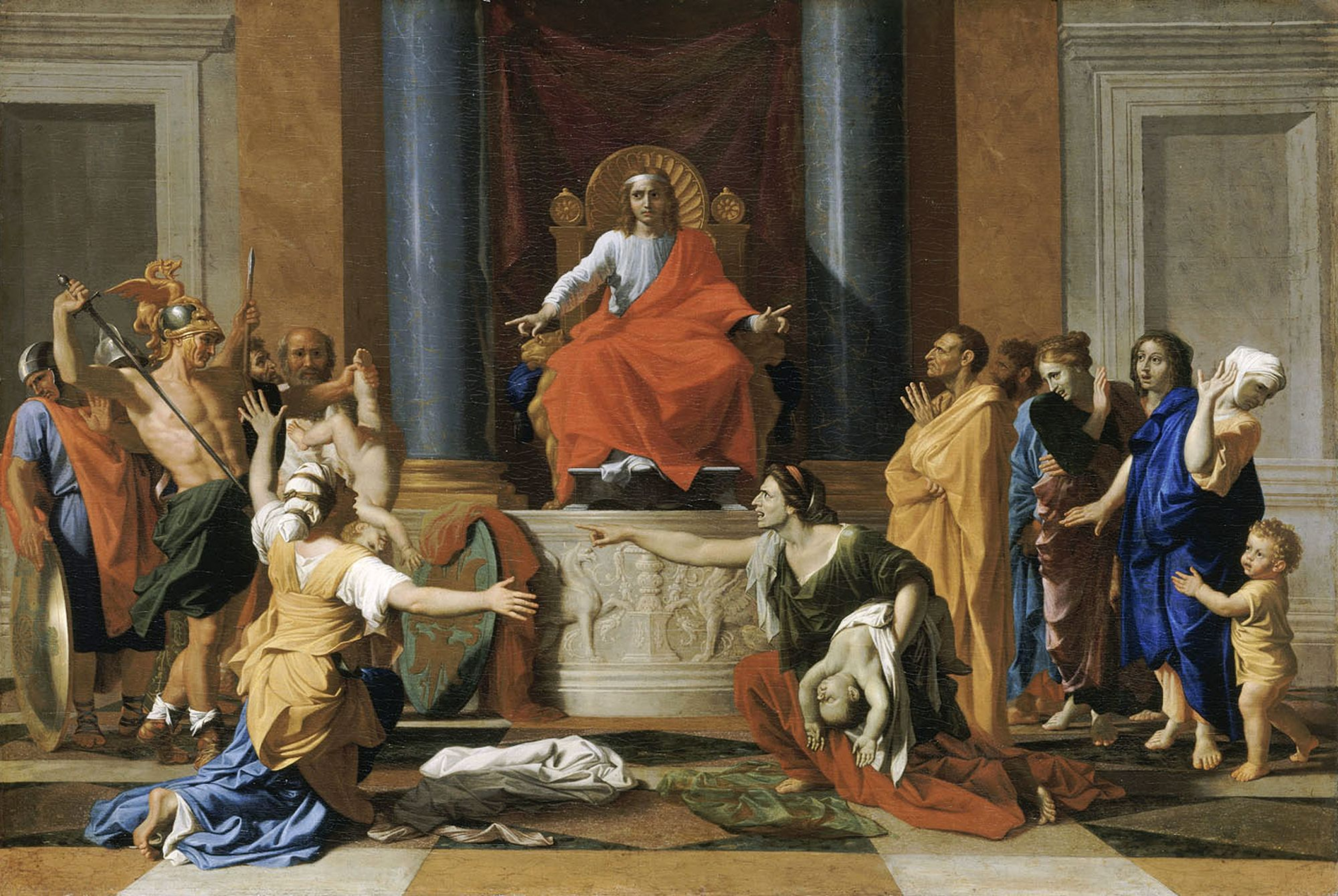
Nicolas Poussin, Le Jugement de Salomon (1649), musée du Louvre.
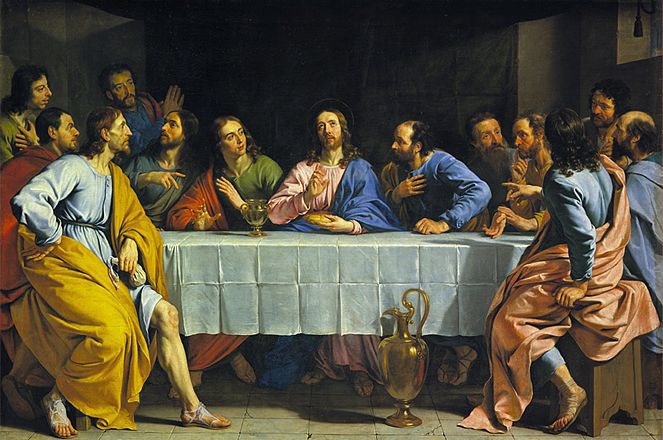
Philippe de Champaigne, La Cène (1652) musée des beaux-arts de Lyon.
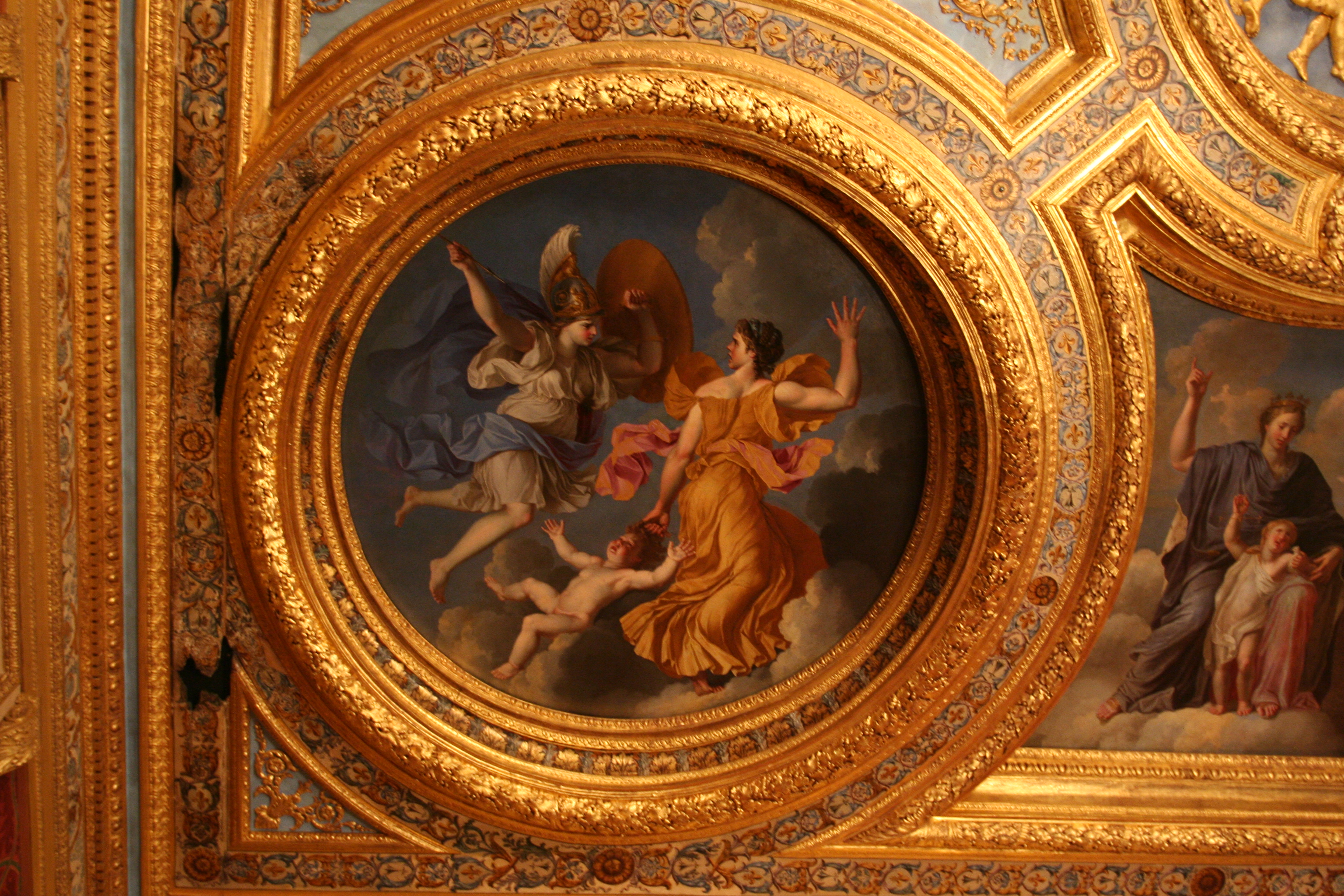
Charles Errard, La Sagesse chassant la Calomnie (v. 1656-1666), palais du parlement de Bretagne.
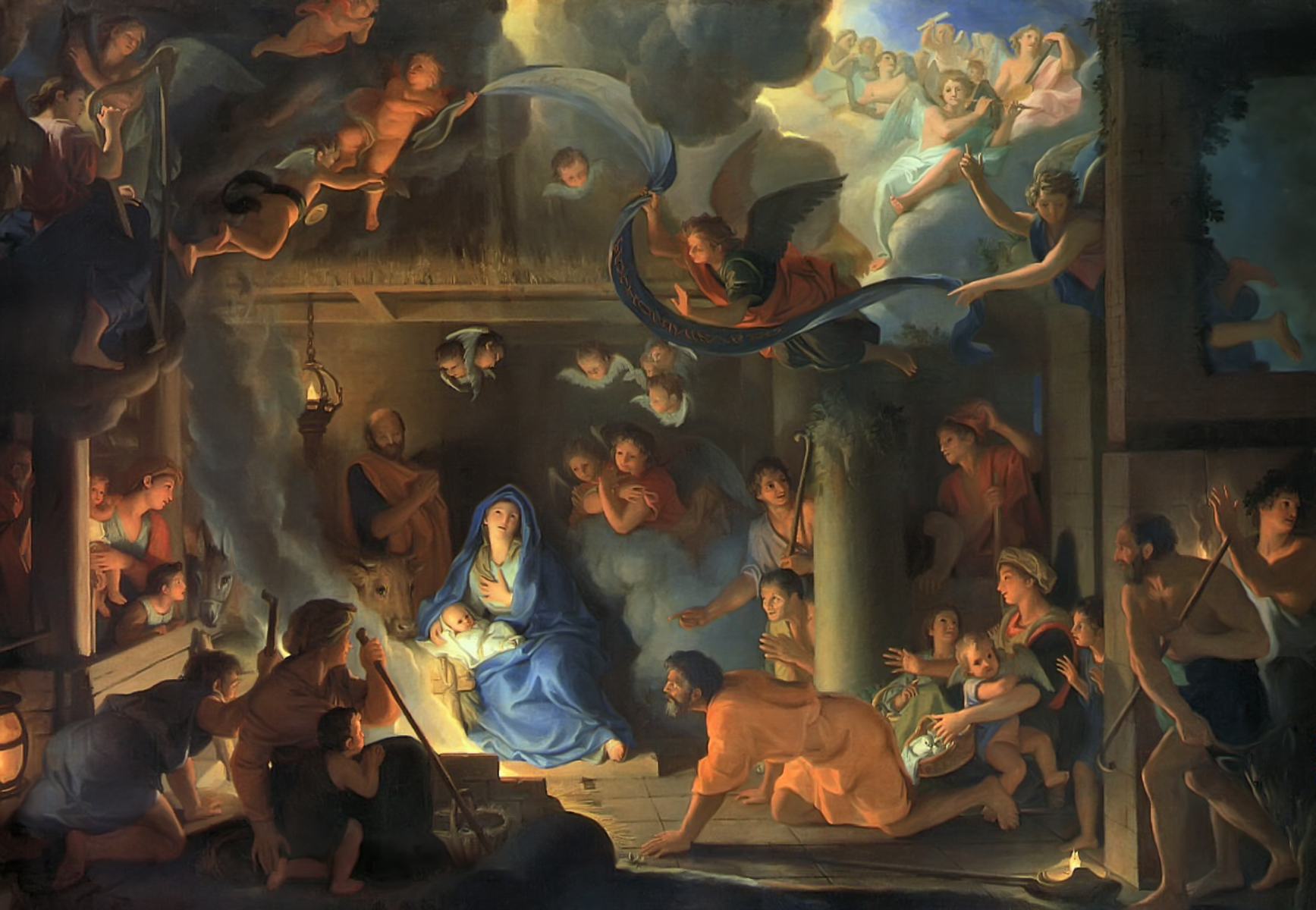
Charles Le Brun, Adoration des bergers (1689), musée du Louvre.

## Sculpture classique

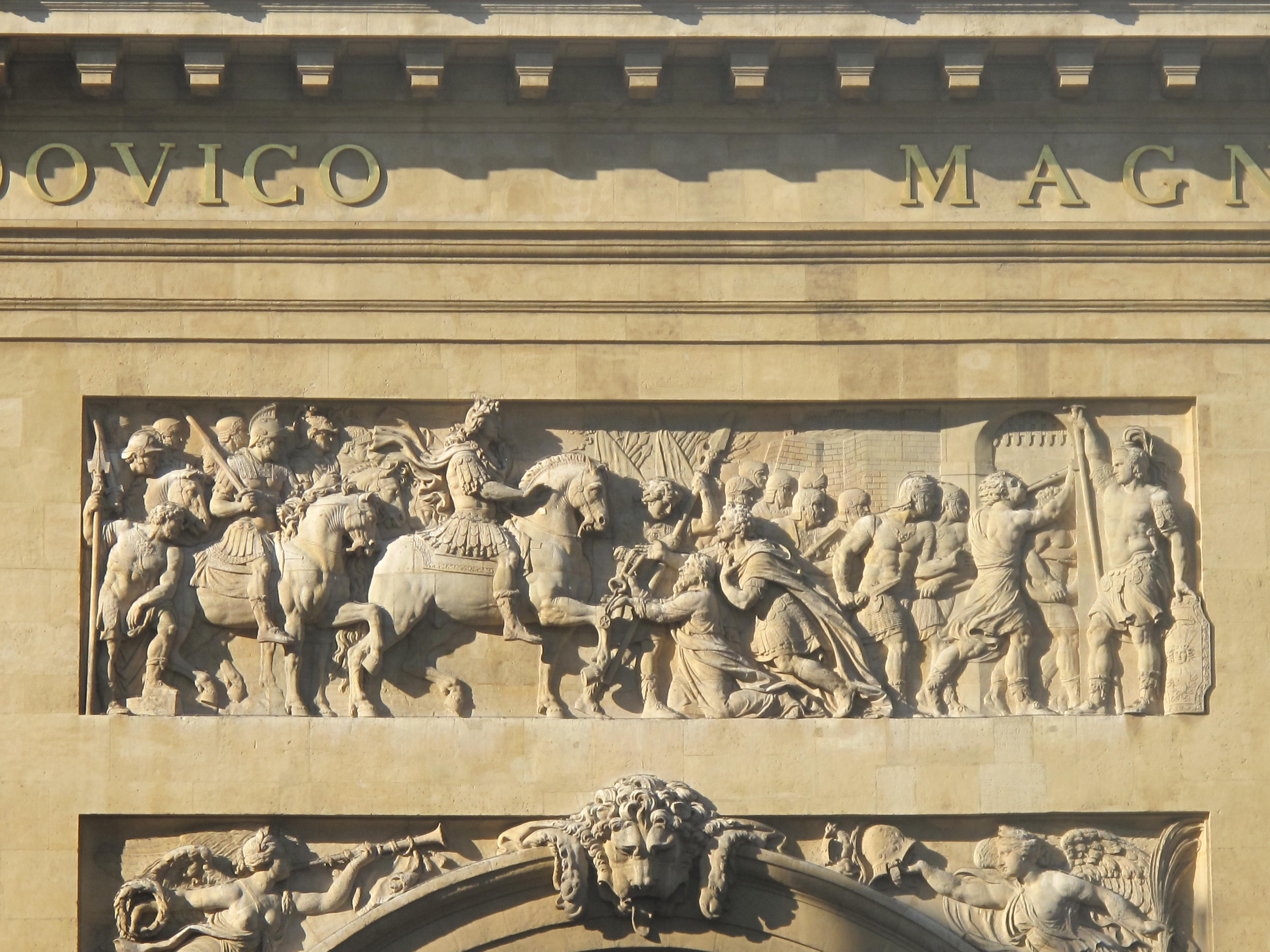
La prise de Maastricht par Louis XIV, bas-relief de l'arc de triomphe de la porte Saint-Denis à Paris par Michel Anguier, 1673.

L'Académie royale de peinture et de sculpture, fondée en 1648, fixe les normes d'un art de cour qui se diffuse dans les provinces. De 1664 à 1715, 56 sculpteurs académiciens, dont Antoine Coysevox, Anselme Flamen et Pierre Le Gros l'aîné, et 191 non académiciens se succèdent sur le chantier du château de Versailles.

## Architecture classique

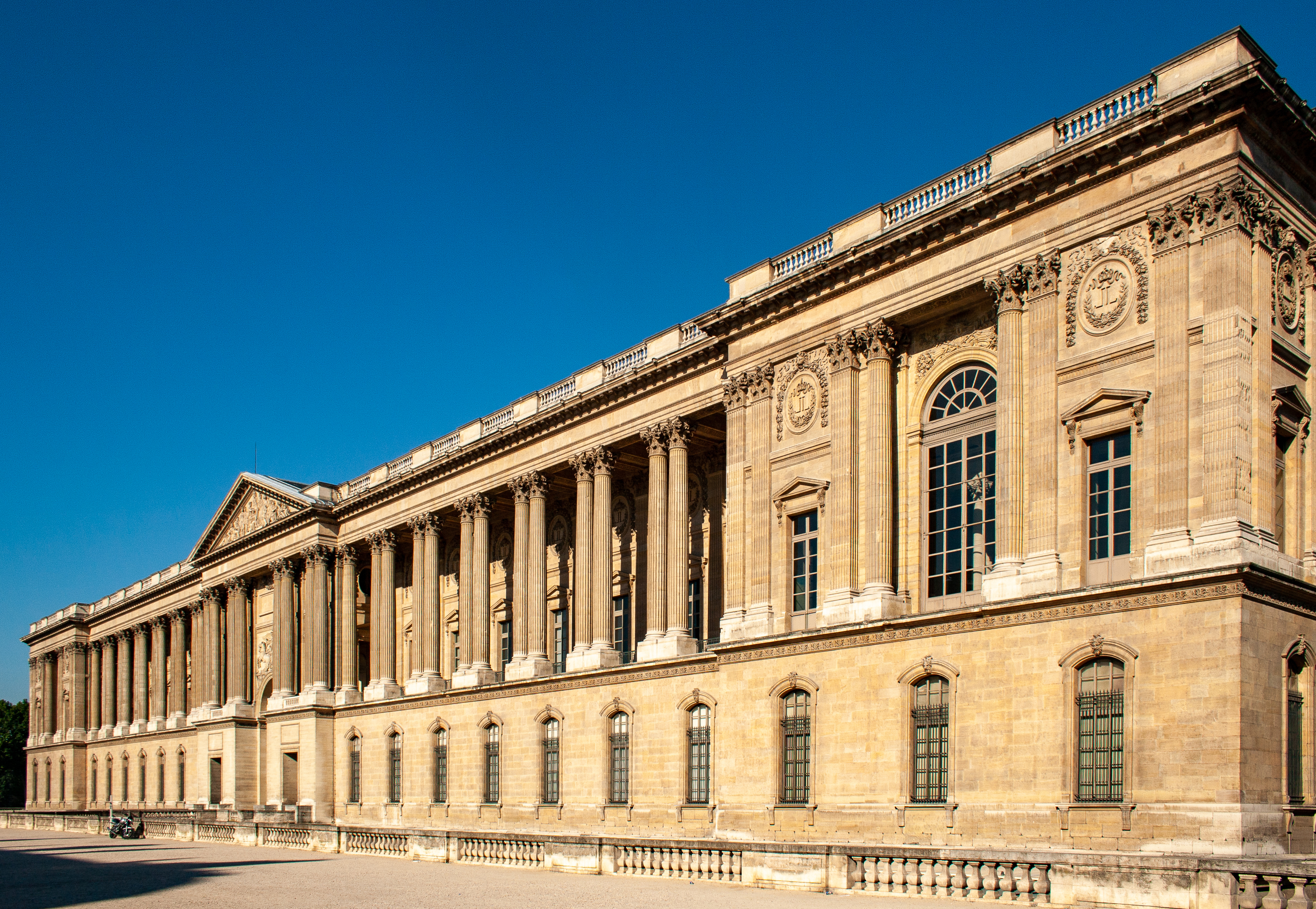
La colonnade du Louvre, fruit de longues réflexions intellectuelles collectives, de débats, de concours et de sélections marquées par le rejet du projet du Bernin, est généralement considéré comme l’exemple le plus représentatif de l'architecture classique française.

L’architecture classique française se développe dans le milieu du XVIe siècle lors de la Seconde Renaissance française, sous l'influence directe de la Renaissance italienne avec les architectes Philibert Delorme, Pierre Lescot et Jean Bullant. Après une période influencée par le maniérisme, l'esthétique classique se renforce à nouveau en architecture dans la première moitié du XVIIe siècle avec Salomon de Brosse puis Jacques Lemercier et surtout François Mansart. Lorsque le roi Louis XIV arrive au pouvoir au milieu du XVIIe siècle, le classicisme français est déjà mûr en architecture et n'a plus qu'a être déployé pour magnifier son règne, avec pour principaux architectes Louis Le Vau et Jules Hardouin-Mansart. Le style rayonna ensuite dans toute l’Europe. Le classicisme français perdure durant tout le XVIIIe siècle, sans interruption jusqu'au néoclassicisme, qui n'en est que la continuité en France, le domaine de l'architecture n'ayant été touché que très marginalement par le style rocaille. Les figures principales du classicisme au XVIIIe siècle sont Ange-Jacques Gabriel et Jacques-Germain Soufflot.
L’esthétique de cette architecture s'inspire des canons de l'Antiquité grecque et romaine, reconnue comme la référence idéale. Elle puise aussi ses origines dans les éléments de la Renaissance italienne telle que la mise en perspective. Elle se caractérise par une étude rationnelle des proportions, par des compositions symétriques et par une recherche d'équilibre et d'harmonie des compositions. Elle représente un idéal d’ordre, de raison et de stabilité. Les lignes dites nobles sont préférées aux intrications complexes de courbes. Le décor doit être logique et lisible et ne pas être trop chargé ou trop fantaisiste, le but étant que les détails respectent la cohérence de l’ensemble. La réalité architecturale dans sa matérialité doit sembler naturelle et tangible aux yeux des observateurs, tandis que la solidité de la structure doit être évidente. Par l'utilisation massive de matériaux nobles et authentiques, comme la pierre de taille en grand appareil et le marbre, le monument doit montrer qu'il peut durer des millénaires comme l'ont fait bon nombre de monuments antiques, mais sans lourdeur inutile et disgracieuse, c'est-à-dire avec élégance. Elle s’oppose partiellement au goût baroque contemporain tout en étant fortement marquée par son influence. Les termes « classique » et « baroque » sont issues d'analyses postérieures au développement de ces deux styles et peuvent qualifier des réalités différentes selon les auteurs. Ainsi dans certaines classifications, le classicisme français est considéré comme une variante nationale de l'architecture baroque européenne, un baroque « classicisant », alors que dans d'autres, les deux termes restent perçus comme des antagonistes.
Les châteaux tels que ceux de Maisons (François Mansart), de Vaux-le-Vicomte (Louis Le Vau), de Versailles (Louis Le Vau, François II d'Orbay, Jules Hardouin-Mansart) ou du Grand Trianon (Jules Hardouin-Mansart) sont à l’origine du rayonnement de cette architecture à l’étranger.